# Gösta Odqvist

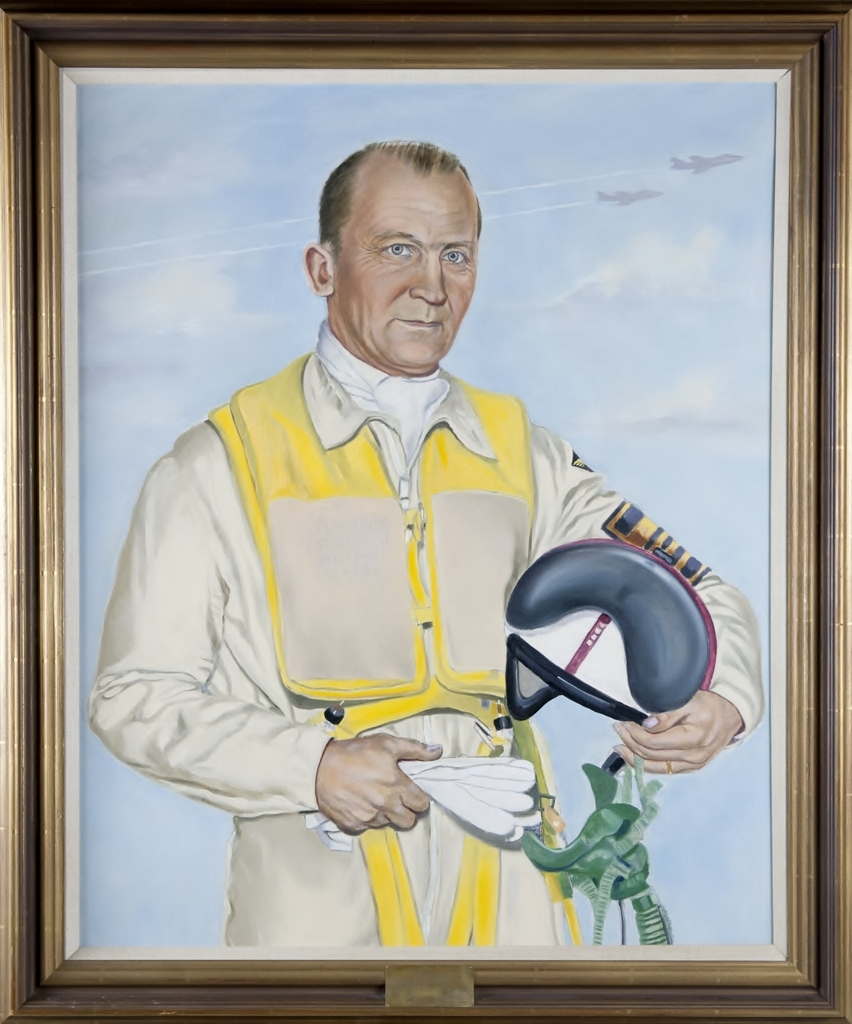
Gösta Odqvist

Gösta Odqvist (* 9. Januar 1913 in Stockholm; † 15. Februar 2005 ebenda) war ein schwedischer Generalleutnant.

## Leben
Gösta Odqvist trat 1935 in Strängnäs in die schwedische Armee ein und wechselte später zur Luftwaffe, wo er die Pilotenausbildung durchlief und 1939 Leutnant wurde. 1949 bis 1951 war er Leiter einer Staffel, 1951 bis 1952 Kommandeur der Bomben- und Schießschule, bevor er die Luftstridsskolan (F 20) in Uppsala als Kommandeur übernahm. Von 1954 bis 1959 war er Kommodore des Verbandes F1 in Västerås und 1964 bis 1966 Chef des Luftwaffenstabes.